# Muduvathi, Kolar
Muduvathi là một làng thuộc tehsil Kolar, huyện Kolar, bang Karnataka, Ấn Độ.